# فجر رمادي (فلم)
فَجْرٌ رَمَادِي (بالإنجليزية: Gray Dawn) هو فيلم درامي غاني نيجيري صدر عام 2015 من إنتاج وإخراج شيرلي فريمبونج مانسو ومن بطولة بيمبو مانويل وفونلولا أوفيبي ريمي وسيكا أوسي ومارلون ميف.

## طاقم التمثيل
- بيمبو مانويل
- فانلولا آوفيابي-رايمي
- سيكا أوسي
- مارلون ميف
- كوفي ميدلتون ميندز